# Anthoscopus parvulus
Chapim-do-algodão-amarelo ou pássaro-do-algodão-amarelo (Anthoscopus parvulus) é uma espécie de ave da família Remizidae.
Pode ser encontrada nos seguintes países: Benin, Burkina Faso, Camarões, República Centro-Africana, Chade, República Democrática do Congo, Costa do Marfim, Gambia, Gana, Guiné, Mali, Mauritânia, Nigéria, Senegal, Sudão e Togo.
Os seus habitats naturais são: savanas áridas .